# Carleton Forehoe
Carleton Forehoe är en by i civil parish Kimberley and Carleton Forehoe, i distriktet South Norfolk, i grevskapet Norfolk i England. Byn är belägen 4 km från Wymondham. Carleton Forehoe var en civil parish fram till 1935 när blev den en del av Kimberley. Civil parish hade 123 invånare år 1931. Byn nämndes i Domedagsboken (Domesday Book) år 1086, och kallades då Carletuna/Karletuna.